# Feith
Feith is een familie waarvan leden sinds 1901 tot de Nederlandse adel behoren.

## Geschiedenis
De stamreeks begint met Rhijnvis Feith, die met zijn en zoon en kleinzoon vermeld wordt in 1462. Vanaf de 16e eeuw maakten leden deel uit van het bestuur van de stad Elburg. In de 18e eeuw werden leden bestuurders in Zwolle.
Een deel van de leden van het geslacht draagt sinds de verheffing in de adelstand in 1901 en 1905 het predicaat jonkheer/jonkvrouw. De familie, inclusief de niet-geadelde takken, werd in 1910 opgenomen in het genealogische naslagwerk het Nederland's Patriciaat.

## Enkele telgen
Dr. Rhijnvis Feith (1698-1772), geboren in Elburg, na 1746 burgemeester van Zwolle
- Mr. Pieter Feith (1729-1802), ontvanger der convooien en licenten
  - Mr. Rhijnvis Feith (1753-1824), burgemeester van Zwolle, schrijver
    - Mr. Pieter Rutger Feith (1773-1853), rechter
      - Rhijnvis Feith (1806-1874), makelaar, lid gemeenteraad van Amsterdam
        - Jhr. mr. Pieter Rutger Feith (1837-1909), vicepresident van de Hoge Raad der Nederlanden
          - Jhr. mr. Rhijnvis Feith (1868-1953), president van de Hoge Raad der Nederlanden
            - Jhr. mr. Pieter Rutger Feith (1899-1980), advocaat en stichter van Pinetum de Belten te Vorden
              - Jkvr. Julie Agathe Feith (1935); trouwde in 1960 met jhr. mr. Oscar Rudolf van den Bosch (1928-2019), burgemeester

          - Jhr. mr. Cornelis Feith (1872-1947), secretaris-generaal Ministerie van Onderwijs, Kunsten en Wetenschappen
            - Jhr. Pieter Rutger Feith (1900-1991), president-commissaris Heineken
              - Jhr. Pieter Cornelis Feith MA (1945), topdiplomaat

            - Jhr. mr. Antoine Feith (1916-1982), burgemeester en voorzitter NSF

          - Jhr. Jan Feith (1874-1944), journalist en schrijver
          - Jhr. mr. Constant Willem Feith (1884-1958), voetballer
          - Jkvr. Willemine Octavia Feith (1887–1976); in 1910 gehuwd met jhr. ir. Alexander Gerard Beelaerts van Blokland (1886-1977), hoofdingenieur-directeur Rijkswaterstaat

    - Mr. Hendrikus Octavius Feith (1778-1849)
      - Mr. Frederik Feith (1810-1897), ambtenaar, laatstelijk griffier gerechtshof
        - Jhr. Hendrikus Octavius Feith (1846-1925), officier
          - Jhr. mr. Rhijnvis Feith (1848-1916), bankier en politicus
            - Jhr. ir. Frederik Feith (1878-1945), ingenieur
              - Jhr. Pieter Rutger Feith (1911-1941), assuradeur, verzetsdeelnemer
                - Jhr. Rhijn Feith (1939), orthopedisch chirurg, publiceerde in 2019 een biografie over zijn vader

            - Jhr. Henri Feith (1885-1947), directeur handelsondernemingen
              - Jkvr. Sophia Christina Feith (1912-1991), gouvernante en verzorgster van de prinsessen Beatrix en Irene

      - Mr. Hendrik Octavius Feith (1813-1895), provinciaal archivaris en wethouder van Groningen, lid Provinciale Staten van Groningen
        - Rhijnvis Feith (1851-1891), controleur belastingen
          - Jhr. Rhijnvis Feith (1884-1971), burgemeester van Elburg
          - Jhr. mr. Willem Wolter Feith (1889-1973), president van de rechtbank Groningen

        - Jhr. mr. Johan Adriaan Feith (1858-1913), jurist en rijksarchivaris